# Pavant
Pavant település Franciaországban, Aisne megyében. Lakosainak száma 755 fő (2022. január 1.). Pavant Charly-sur-Marne, Nogent-l’Artaud, Bassevelle, Bussières és Citry községekkel határos.

## Népesség
A település népességének változása:
| Lakosok száma | 511  | 665  | 732  | 757  | 801  | 792  | 781  | 763  | 762  | 755  |
|               | 1968 | 1982 | 1990 | 2006 | 2013 | 2015 | 2017 | 2019 | 2020 | 2022 |